# Колумба
Колумба (власне Крімтан (Crimthann), прозваний сучасниками Колумба, Колум Кілле, Кольм Кілле, що означає «Голуб Церкви», 521 — 9 червня 597) — ірландський монах, проповідник християнства в Шотландії. Ввійшов в історію тим, що охрестив піктів — давніх аборигенів Шотландії та навернув у християнство їх королівство Альбу. Визнаний церквою святим.

## Ірландія
Колумба народився в Донеголі (північний захід Ірландії) у 521 році, походив з королівського роду Уі Нейллів. Він був правнуком верховного короля Ірландії і згідно з ірландським звичаєвим законом мав право на успадкування «трону Тари» — трону верховних королів Ірландії. Його мати Етне була з королівської сім'ї Ленстера. Згідно з повідомленнями Адомнана, батьки з самого його народження хотіли, щоб він став священником. У дитинстві виховувався в пресвітера Круйтнехана, потім навчався у старця Геммана, а після цього поступив в монастир святого Фінтана, де, за легендою, проживало і навчалося багато святих Ірландії. Ще мешкаючи в Ірландії Святий заснував декілька монастирів, в тому числі Дайре Калгах (Деррі), і, можливо, Келлс.

## Битва при Куль Древне
В 561 році відбулася кровопролитна битва між Верховним королем Ірландії Діармайдом, сином Кербела і двоюрідним братом Колумби, Айнміре, який правив на півночі Ольстера. Айнміре і його союзники перемогли «завдяки молитвам святого Колумби», нібито втративши лише одного бійця, в той час, як з боку Діармайда загинуло три тисячі. Існують різні версії участі Колумби в цьому конфлікті. Найбільш правдоподібною є та, згідно з якою Діармайд наказав скарати на горло сина короля Коннахта, не дивлячись на заступництво Колумби, що викликало обурення у найближчих родичів Колумби, і короля Коннахту.
Ірландські клірики зібрали синод, на якому дії Колумби були піддані формальному засудженню (правда, біограф Колумби — святий Адомнан повідомляє, що згодом його було реабілітовано). Святий Колумба вирішив покинути Ірландію і вирушив в добровільне вигнання. Адомнан повідомляє наступне: «На другий рік опісля битви Кул-Древне на сорок другому році свого віку він відплив з Ірландії в Британію, бажаючи вирушити у паломництво заради Христа». Цю подію слід розглядати в контексті звичаїв давньої Ірландії. У давній Ірландії людина мала певний статус у суспільстві і знаходилась під захистом законів тільки тоді, коли жила з людьми свого клану на території свого племені (туата). Покинувши землі свого клану людина ставала автоматично безправною. Тому паломництво розглядалося насамперед як розрив зі своїм кланом і вважалось однією з різновидів мучеництва.

## Йона
У Британію Колумба прибув на територію королівства Дал Ріада — королівства, що його заснували Ірландці з племені скоттів, переселившись на територію Каледонії (нинішньої Шотландії) у IV столітті. Колумба очолив церкву Дал Ріади. Спочатку він відвідав Коналла мак Конгалла — короля Дал Ріади, а потім вирушив на острів Йона.
Колумба заснував монастир на острові Йона в 563 р. За різними даними, острів було подаровано йому королем Дал Ріади Коналлом або ж піктським королем Бруде. Адаомнан повідомляє, що острів подарував йому Коналл, а Беда повідомляє, що острів подарували йому пікти і їх король Бруде (Бріде). Вважається, що Беда мав більший доступ до достовірних джерел. Крім того, вважається, що Беда більш ранній і незацікавлений, неупереджений автор. Давньоірландська назва острова — Í, згодом він став відомий як Í Choluim Chille чи Ikolmkill (острів Колумби). Там Колумба з дванадцятьма монахами заснував монастир, що став центром його діяльності з християнізації Шотландії. Звідти Колумба зі своїми сподвижниками вирушав в різні сторони проповідувати Євангеліє, будував церкви і засновував чернечі спільноти, що ставали новими центрами християнської проповіді. У Шотландії він провів тридцять три роки, заснував декілька монастирів і місій і навернув до християнства більшість північних і південних піктів. Історики сперечаються про те, коли саме Колумба навернув у християнство піктів — називають 565 рік та 575 рік. Є версія, що Колумба здійснив місію до піктів після великого собору в Друїм-Кете, де він відігравав велику роль. Так чи інакше Колумба відвідав короля Бріде в його фортеці на березі озера Лох-Несс і навернув піктів у християнство. Крім монастиря на острові Іона Колумба заснував ще низку монастирів в Шотландії, назви яких не дійшли до нас, крім монастиря в Архартдан (сучасний Аркхарт). Лишається невідомим факт про те, чи король Бріде хрестився сам, чи тільки дозволив проповідувати Колумбі серед піктів. Така сама ситуація склалася і з королем Пенда — королем англо-саксонського королівства Мерсія.